# Le Nouvion-en-Thiérache
Le Nouvion-en-Thiérache – miejscowość i gmina we Francji, w regionie Hauts-de-France, w departamencie Aisne.
Według danych na styczeń 2014 roku gminę zamieszkiwało 2849 osób, a gęstość zaludnienia wynosiła 58,8 osób/km².